# 李麗麗
李麗麗（英語：Lily Li Lai Lai，1950年6月14日:100-101—2024年10月27日），香港影視女演員，曾為邵氏電影公司、佳藝電視、麗的電視、亞洲電視及無綫電視女藝員直到2020年退休。

## 簡介
李麗麗1950年6月14日出生於香港:100-101，10歲時候，因虛報年齡考入邵氏電影公司南國實驗劇團訓練班，且年齡太小，要讀四年才可畢業。1964年，14歲的李麗麗正式入行。成名作為1970年由張徹執導的《遊俠兒》，在片中擔任第一女主角。初出演時主要為武打片，角色多為聰明伶俐的少女。其後，也一直參演邵氏電影，與邵氏在1975年約滿後便加入佳藝電視在電視劇演出，第一部參演的電視劇是《白髮魔女傳》，在劇中擔任第一女主角。:100-101
1978年，佳藝電視倒閉後，同年轉投麗的電視（即現今易名轉手亞洲電視），她在1982年演出《血債血償》後又在亞視演出《飛越擂臺》、《101拘捕令》、《鐵膽英雄》、《醉拳王無忌之日帝月》、《住家男人》、《天將魔星》六部之亞視連續電視劇。
1988年，李麗麗約滿離開亞洲電視，並轉投無綫電視一直服務至2020年，首部在無綫參演的劇集是《蓋世豪俠》，在劇中飾演李嬌。其後還有《聊齋》、《笑傲江湖》、《天龍八部》、《金牌冰人》、《金枝慾孽》、《九江十二坊》等戲劇裏演出。後期作品有《雷霆掃毒》、《名媛望族》、《女警愛作戰》、《金枝慾孽貳》等電視劇。此外她曾於電視電影演出《虎膽虹威》等。雖然後期她大部分是演甘草角色，但是戲份都不少；故此她一直持續演出到2020年。
2009年，李麗麗曾在《宮心計》中飾演的太皇太后近身「徐媽媽」一角，獲許多網民在網絡評論演技，亦有許多網民說「徐媽媽」的演技很好，應被無綫安排在劇集擔任些重要配角，與主角有關係的角色。
2013年，李麗麗曾在《金枝慾孽貳》中飾演霸氣十足的「雍貴太妃」一角，再次獲許多網民關注，演技亦大獲好評。於第14-15集，「雍貴太妃」猝死的戲份亦令觀眾為之感動和悲哀。雖然李麗麗的戲份只佔《金枝慾孽貳》全劇30集中的13集，但是麗麗姐也不計較戲份多少，反而用心去演好角色，她在演藝界的精神是讓許多後輩所佩服的事物。
至2020年1月，69歲的李麗麗離開無綫後正式退休，結束與無綫電視32年之賓主關係，其後她透露因年紀大，不想工作而退休。不過她離開無綫電視後獲邀參演ViuTV電視劇《三命》。此劇在李麗麗離世後才首播，成為她的遺作。
2024年10月27日，李麗麗因肺癌病逝，享年74歲，其死訊由傳媒人汪曼玲於其Facebook公佈。

## 感情生活
李麗麗終身未婚，沒有子女；然而李麗麗1969年於拍攝邵氏電影《遊俠兒》期間，曾與同片第一男主角暨邵氏電影公司男演員姜大衛傳出緋聞。

## 著名作品
- 白髮魔女傳 的 練霓裳（第一女主角）
- 笑傲江湖 的 寧中則（寧女俠）
- 天龍八部 的 葉二娘
- 布衣神相 的 曉月道人（黃山派掌門）
- 畢打自己人 的 余莎菲
- 珠光寶氣 的 麥太
- 宮心計 的 徐媽媽（郭太后贴身宮女）
- 金枝慾孽貳 的 郭絡羅·寶櫻（雍貴太妃）

## 演出作品

### 電視劇作品

#### 演出劇集列表

##### 電視劇（佳藝電視）
- 1978年：白髮魔女傳 飾 練霓裳（演員：李麗麗、白彪、文雪兒、羅樂林、魏秋樺）

##### 電視劇（麗的電視／亞洲電視）
- 1982年：血債血償 飾 楚湘兒
- 1983年：飛越擂臺
- 1983年：101拘捕令
- 1983年：鐵膽英雄 飾 杜三娘
- 1984年：醉拳王無忌之日帝月
- 1985年：住家男人
- 1987年：天將魔星 飾 花漫飄

##### 電視劇（無綫電視）
| 首播   | 劇名               | 角色                                 |
| 1989年 | 蓋世豪俠           | 李 嬌                                |
| 1989年 | 回到唐山           | 魯艷芳                               |
| 1989年 | 天變               | 孟 湘                                |
| 1989年 | 邊城浪子           | 潔 如                                |
| 1990年 | 蜀山奇俠           | 餐霞大師                             |
| 1990年 | 大唐名捕           | 韋皇后                               |
| 1990年 | 午夜太陽           | 江玉蘭                               |
| 1990年 | 劍魔獨孤求敗       | 嚴曉青                               |
| 1990年 | 人在邊緣           | 林雪萍                               |
| 1991年 | 人海驕陽           | 鍾文娟                               |
| 1992年 | 九反威龍           | 鄭秀蘭                               |
| 1992年 | 血璽金刀           | 太皇太后                             |
| 1992年 | 龍影俠             | 賈賢淑                               |
| 1992年 | 重案傳真           | 控方律師                             |
| 1992年 | 血濺塘西           | 小棠                                 |
| 1993年 | 武尊少林           | 妙 音                                |
| 1993年 | 原振俠             | 如 茵                                |
| 1993年 | 梟情               | 汪秋萍                               |
| 1994年 | 情濃大地           | 阿 瑛                                |
| 1994年 | 成日受傷的男人     | 林 太                                |
| 1994年 | 再見亦是老婆       | May                                  |
| 1994年 | 異度凶情           | 方燕嫦                               |
| 1995年 | 刑事偵緝檔案II     | 葉 紅                                |
| 1995年 | 箭俠恩仇           | 莫 問                                |
| 1995年 | 情濃大地           | 阿 瑛                                |
| 1995年 | 神鵰俠侶           | 武三娘                               |
| 1995年 | 刀馬旦             | 李秀蓮                               |
| 1996年 | 笑傲江湖           | 寧中則                               |
| 1996年 | 聊齋：古劍幽靈     | 鴇 母                                |
| 1996年 | 聊齋：狐仙報恩     | 虞 氏                                |
| 1996年 | 聊齋：翁婿鬥法     | 翁 妻                                |
| 1996年 | 聊齋：秋月還陽     | 十面尼                               |
| 1997年 | 天龍八部           | 葉二娘                               |
| 1997年 | 壹號皇庭V          | 趙王美蓮                             |
| 1997年 | 苗翠花             | 五枚師太                             |
| 1998年 | 真情               | 發 媽                                |
| 1998年 | 聊齋II：綠野飛仙   | 楊大媽                               |
| 1998年 | 聊齋II：花醉紅塵   | 狐狸婆婆                             |
| 1998年 | 聊齋II：斬妖神劍   | 花姑子母                             |
| 1998年 | 難兄難弟之神探李奇 | 木秀珍                               |
| 1998年 | 妙手仁心           | 李佩娟                               |
| 1999年 | 茶是故鄉濃         | 石 蕾                                |
| 2000年 | 鹿鼎記             | 九難師太（長平公主）                 |
| 2000年 | 夢想成真           | 華 姐                                |
| 2000年 | 大囍之家           | 何綺麗                               |
| 2000年 | 十月初五的月光     | Mary                                 |
| 2000年 | 男親女愛           | 賈良方                               |
| 2001年 | FM701              | 林玉顏                               |
| 2002年 | 法網伊人           | 鳳 母                                |
| 2002年 | 洛神               | 辛大姑                               |
| 2002年 | 絕世好爸           | Wendy                                |
| 2002年 | 皆大歡喜           | 鐵手無情                             |
| 2002年 | 戇夫成龍           | 李秀娟                               |
| 2003年 | 絕世好爸           | Wendy                                |
| 2003年 | 金牌冰人           | 慧 娘                                |
| 2003年 | 洗冤錄II           | 展呂氏                               |
| 2003年 | 衝上雲霄           | 台灣客                               |
| 2003年 | 西關大少           | 孫夫人                               |
| 2003年 | 皆大歡喜           | 霞 姐                                |
| 2003年 | 凤舞香罗           | 邵晋铿母亲                           |
| 2004年 | 血薦軒轅           | 梁秀巧（孟大娘）                     |
| 2004年 | 青出於藍           | 娥 姐                                |
| 2004年 | 金枝欲孽           | 侯佳氏                               |
| 2005年 | 胭脂水粉           | 歡 姐                                |
| 2005年 | 阿旺新傳           | 順 嫂                                |
| 2005年 | 心理心裏有個謎     | 龍 母                                |
| 2005年 | 秀才遇著兵         | 八 嬸                                |
| 2005年 | 情迷黑森林         | 曲 瑤                                |
| 2005年 | 人間蒸發           | 羅醫生                               |
| 2005年 | 開心賓館           | 鄉 里                                |
| 2005年 | 翻新大少           | 胡麗雲                               |
| 2006年 | 識法代言人         | 好 人                                |
| 2006年 | 覆雨翻雲           | 谷凝清                               |
| 2006年 | 潮爆大狀           | 李鳳貞                               |
| 2006年 | 施公奇案           | 僧格卓英（卓英格格）                 |
| 2006年 | 飛短留長父子兵     | 光 嬸                                |
| 2006年 | 法證先鋒           | 林彩玉                               |
| 2006年 | 愛情全保           | 堅 嬸                                |
| 2006年 | 鳳凰四重奏         | 李 姐                                |
| 2006年 | 心理心裏有個謎     | 龍 母                                |
| 2006年 | 刑事情報科         | 英 姐                                |
| 2006年 | 滙通天下           | 谷芬芳                               |
| 2007年 | 突圍行動           | 霞 姐                                |
| 2007年 | 迎妻接福           | 金 嫂                                |
| 2007年 | 同事三分親         | 江日霞/陳 太                         |
| 2007年 | 溏心风暴           | 何玉玲                               |
| 2007年 | 強劍               | 碧眼銀狐（佩姨）                     |
| 2007年 | 通天幹探           | 蔣秋萍                               |
| 2008年 | 野蠻奶奶大戰戈師奶 | 闊太（第4集）                        |
| 2008年 | 千謊百計           | 陳 嬸                                |
| 2008年 | 銀樓金粉           | 簡麗音（苦難師太）                   |
| 2008年 | 師奶股神           | 莉 姐                                |
| 2008年 | 古靈精探           | 賣藥黨                               |
| 2008年 | 珠光寶氣           | 麥太太                               |
| 2008年 | Click入黃金屋      | 程 太                                |
| 2009年 | 宮心計             | 徐媽媽                               |
| 2009年 | 烈火雄心3          | 吳美如                               |
| 2009年 | 碧血鹽梟           | 竇夫人                               |
| 2009年 | 幕後大老爺         | 陳若蘭                               |
| 2009年 | 畢打自己人         | 余莎菲                               |
| 2009年 | 美麗高解像         | 司徒蓮美                             |
| 2010年 | 五味人生           | 八妗婆                               |
| 2010年 | 情人眼裏高一D      | 評 判                                |
| 2010年 | 鐵馬尋橋           | 十二嬸                               |
| 2010年 | 搜下留情           | 大 婆                                |
| 2010年 | 女王辦公室         | 法 官                                |
| 2010年 | 掌上明珠           | 吳愛瓊                               |
| 2010年 | 公主嫁到           | 媚 姨                                |
| 2010年 | 刑警               | 王美霞                               |
| 2010年 | 天天天晴           | 文 母                                |
| 2010年 | 囧探查過界         | 徐桂芳（Lulu）                       |
| 2011年 | 隔離七日情         | 潘君蘭                               |
| 2011年 | 魚躍在花見         | 白河莉子                             |
| 2011年 | 依家有喜           | 周太太                               |
| 2011年 | 點解阿Sir係阿Sir   | 蔡 嬌                                |
| 2011年 | 真相               | 曾金娟                               |
| 2011年 | 九江十二坊         | 陳三妹（鄭大媽）                     |
| 2011年 | 布衣神相           | 曉月道人                             |
| 2011年 | 蓋世孖寶           | 鴇 母                                |
| 2011年 | 法證先鋒III        | 譚美芝（Jim母）                      |
| 2011年 | 天與地             | Stella                               |
| 2011年 | 結·分@謊情式       | 何 太                                |
| 2011年 | 我的如意狼君       | 鳳 媽                                |
| 2012年 | 東西宮略           | 盲 婆                                |
| 2012年 | 當旺爸爸           | 佘 母                                |
| 2012年 | 盛世仁傑           | 鄭 萍                                |
| 2012年 | 回到三國           | 白蓮仙館主持                         |
| 2012年 | 飛虎               | 何二妹（興嬸）                       |
| 2012年 | 怒火街頭2          | 陳燕秀                               |
| 2012年 | 雷霆掃毒           | 鄧細女                               |
| 2012年 | 名媛望族           | 羅冰雯                               |
| 2012年 | 大太監             | 榮 母                                |
| 2012年 | 幸福摩天輪         | 王少芬                               |
| 2013年 | 初五啟市錄         | 三姨婆                               |
| 2013年 | 女警愛作戰         | 鄭 潔                                |
| 2013年 | 神探高倫布         | 包 媽                                |
| 2013年 | 金枝慾孽貳         | 郭絡羅·寶櫻（雍貴太妃）              |
| 2013年 | 情越海岸線         | 馮玉嫣                               |
| 2013年 | 愛·回家 (第一輯)   | 顧小姐（第288集）、崔老太（第447集） |
| 2013年 | 情逆三世緣         | 朱妹                                 |
| 2013年 | 巨輪               | 方 姨                                |
| 2013年 | On Call 36小時II   | 呂小冰                               |
| 2014年 | 守業者             | 甘 蘭                                |
| 2014年 | 廉政行動2014       | Betty母親                            |
| 2014年 | 女人俱樂部         | 雲 姨                                |
| 2014年 | 忠奸人             | Lee姐                                |
| 2014年 | 載得有情人         | 萍 姐                                |
| 2014年 | 再戰明天           | 邱明艷                               |
| 2014年 | 老表，你好hea！    | 馬姐                                 |
| 2014年 | 名門暗戰           | 陳秀貞                               |
| 2014年 | 醋娘子             | 莊大娘                               |
| 2015年 | 師奶MADAM          | 孟 婆                                |
| 2015年 | 水髮胭脂           | 麗 姐                                |
| 2015年 | 華麗轉身           | 舜郎妻                               |
| 2015年 | 收規華             | 麗 姑                                |
| 2015年 | 張保仔             | 姚婆婆                               |
| 2015年 | 無雙譜             | 江夫人                               |
| 2015年 | 東坡家事           | 韓太君                               |
| 2015年 | 實習天使           | 陳月英                               |
| 2016年 | 末代御醫           | 余嬤嬤                               |
| 2016年 | 火線下的江湖大佬   | 德 姐                                |
| 2016年 | 愛·回家之八時入席  | 顧美秋                               |
| 2016年 | 完美叛侶           | 劉曼嬌                               |
| 2016年 | 城寨英雄           | 賭 徒                                |
| 2016年 | 為食神探           | 杜 嬸                                |
| 2016年 | 幕後玩家           | Jackie母                             |
| 2016年 | 巾帼枭雄之谍血长天 | 堅 嬸                                |
| 2017年 | 財神駕到           | 林七妹                               |
| 2017年 | 迷                 | 榮 母                                |
| 2017年 | 我瞞結婚了         | 娣 姐                                |
| 2017年 | 蘭花刼             | 炎熊念慈                             |
| 2017年 | 賭城群英會         | -                                    |
| 2017年 | 使徒行者2          | 鄧雪蘭                               |
| 2017年 | 降魔的             | 花 姑                                |
| 2017年 | 誇世代             | 婆 婆                                |
| 2018年 | 果欄中的江湖大嫂   | 李慧娟                               |
| 2018年 | 翻生武林           | 無定飛玲                             |
| 2018年 | 跳躍生命線         | 大巴姐                               |
| 2019年 | 好日子             | 田 嬸                                |
| 2019年 | 愛·回家之開心速遞  | 南宮夫人                             |
| 2019年 | 十二傳說           | 凌寶寶                               |
| 2019年 | 街坊財爺           | 玉                                   |
| 2019年 | 金宵大廈           | 徐老太                               |
| 2019年 | 牛下女高音         | 團 長                                |
| 2020年 | 丫鬟大聯盟         | 燈 母                                |
| 2020年 | 大醬園             | 陶 三                                |
| 2020年 | 法證先鋒IV         | 淘婆婆                               |
| 2020年 | 機場特警           | 機 母                                |

##### 邵氏兄弟
- 2019年：飛虎之雷霆極戰 飾 蘭姨

##### Viu TV
- 2025年：三命 飾 林寶燕（老年）

### 電影作品

#### 電視電影
- 虎膽虹威（1995年）

#### 香港電影

##### 1960年代
- 血濺牡丹紅（1964年）
- 寶蓮燈（1965年）
- 魚美人（1965年）
- 鐵扇公主（1966年）
- 文素臣（1966年）
- 魂斷奈何天（1966年）
- 龍虎溝（1967年）
- 鐵頭皇帝（1967年）
- 觀世音（1967年）
- 紅辣椒（1968年）
- 狐俠（1968年）
- 春暖花開（1968年）
- 椰林春戀（1969年）

##### 1970年代
- 十三太保（1970年）
- 海外情歌（1970年）
- 遊俠兒（1970年）
- 女子公寓（1970年）
- 六刺客（1971年）
- 隱身女俠（1971年）
- 落葉飛刀（1972年）
- 四騎士（1972年）
- 大地龍蛇（1972年）
- 警察（1973年）
- 憤怒青年（1973年）
- 大刀王五（1973年）
- 小雜種（1973年）
- 朋友（1974年）
- 黃飛鴻義取丁財炮（1974年）
- 奪命刺客（1974年）
- 醜聞（1974年）
- 降頭（1975年）
- 陸阿采與黃飛鴻（1976年）
- 死囚（1976年）
- 五毒天羅（1976年）
- 拈花惹草（1976年）
- 江湖子弟（1976年）
- 天涯明月刀（1976年）
- 勾魂降頭（1976年）
- 油鬼子（1976年）
- 姦魔（1977年）
- 洪熙官（1977年）
- 白玉老虎（1977年）
- 英雄有淚（1978年）
- 殺絕（1978年）
- 劍氣神龍（1978年）
- 螳螂（1978年）
- 蕭十一郎（1978年）飾 風四娘
- 踢館（1979年）
- 軍閥趣史（1979年）
- 少林英雄榜（1979年）
- 無招勝有招（1979年）
- 風流斷劍小小刀（1979年）
- 獨腳鶴（1979年）
- 斷劍無情（1979年）
- 師弟出馬（1979年）飾 秀姐

##### 1980年代
- 八絕（1980年）
- 情俠追風劍（1980年）
- 賊贓（1980年）
- 空手入白刃（1980年）
- 師弟出馬（1980年）
- 目無王法（1981年）
- 破戒大師（1981年）
- 執法者（1981年）
- 勇者無懼（1981年）
- 護花鈴（1981年）
- 單程路（1981年）
- 決鬥者的生命（1982年）
- 神鵰俠侶（1982年）
- 鬼畫符（1982年）
- 大旗英雄傳（1982年）
- 邪咒（1982年）
- 五郎八卦棍（1983年）
- 火拼油尖區（1983年）
- 專撬牆腳（1983年）
- 碼頭（1983年）
- 游俠情（1984年）
- 望子成蟲（1984年）
- 霹靂十傑（1985年）
- 時來運轉（1985年）
- 流氓英雄（1986年）
- 槍下留人（1987年）
- 火爆行動（1989年）

##### 1990年代
| 首播   | 劇名           | 角色 |
| 1990年 | 一本漫畫闖天涯 |      |
| 1991年 | 雷霆掃穴       |      |
| 1993年 | 武狀元鐵橋三   |      |
| 1993年 | 愛到盡頭       |      |
| 1993年 | 白蓮邪神       |      |
| 1993年 | 夢情人         |      |
| 1994年 | 壯士斷臂       |      |
| 1995年 | 笑林老祖       |      |
| 1995年 | 再世情未了     |      |
| 1995年 | 終身大事       |      |

##### 2000年代
| 首播   | 劇名                | 角色            |
| 2000年 | 友情歲月山雞故事    | 金姐            |
| 2006年 | 天生一對            |                 |
| 2009年 | 72家租客            | 街坊 / 菜市阿姑 |
| 2013年 | 2013我愛HK 恭喜發財 | 街坊            |
| 2013年 | 白狐                | 十二娘          |

#### 中國大陸電影
| 首播   | 劇名       | 角色               |
| 2002年 | 白髮魔女傳 | 樹菁姥姥           |
| 2013年 | 我與巧貞   | 何六妹（巧貞婆婆） |